# Иона (Лазарев)
Епископ Иона (в миру Иван Иванович Лазарев; 1869, Лученский погост, Тихвинский уезд, Новгородская губерния — 21 октября 1937, Бутовский полигон, Московская область) — епископ Русской православной церкви; Невельский, викарий Витебской епархии.
Прославлен в лике святых Русской православной церкви в 2000 году.

## Биография
Родился в семье священника. Окончил Новгородскую духовную семинарию (1892 год). Ректором семинарии в это время был архимандрит Тихон (Никаноров), впоследствии архиепископ Воронежский и новомученик.
С 1892 года — надзиратель в Звенигородском духовном училище.
4 ноября 1892 года был пострижен в монашество.
3 декабря 1892 года возведён в сан иеродиакона.
23 декабря 1893 года зачислен в число братии Саввино-Сторожевского монастыря.
6 января 1895 года возведён в сан иеромонаха.
30 декабря 1899 года по ходатайству епископа Полоцкого Тихона (Никанорова) был зачислен в число братии Полоцкого архиерейского дома.
С 5 января 1900 года — казначей и ризничий Полоцкого архиерейского дома.
С 27 ноября 1900 года — настоятель Невельского Спасо-Преображенского заштатного необщежительного монастыря.
С 2 сентября 1902 года — настоятель Новгородского Сковородского необщежительного третьеклассного монастыря.
В 1903 году возведён в сан архимандрита.
С 22 марта 1911 года — настоятель ставропигиального Воскресенского Новоиерусалимского монастыря (по рекомендации владыки Тихона (Никанорова), который ранее сам был настоятелем этой обители) этого монастыря.
В январе 1918 года был отправлен в распоряжение архиепископа Воронежского и Задонского Тихона (Никанорова).

### Епископ
29 января 1926 года — епископ Невельский, викарий Витебской епархии, приступить к своим обязанностям он по независимым от него обстоятельствам не смог.
14 мая 1926 года был уволен на покой с благословением заместителя Местоблюстителя митрополита Сергия проживать в селе Батюшкове Дмитровского района Московской области, служил в Никольском храме в этом селе. Много христиан приезжало к нему, чтобы получить от него духовные наставления. Епископ помогал священникам, находившимся в заключении в лагерях на территории Дмитровского района и строившим каналы и шлюзы.
Арестован 15 августа 1937 года. На допросах он виновным себя не признал. 17 октября 1937 года приговорён Тройкой УНКВД по Московской области за «антисоветскую агитацию» к высшей мере наказания. Расстрелян на Бутовском полигоне НКВД 21 октября 1937 года.

## Канонизация
Причислен к лику святых Новомучеников и Исповедников Российских на Юбилейном Архиерейском соборе Русской православной церкви в августе 2000 года для общецерковного почитания.